# Rachela Holzer
Rachela Holzer (ur. 1899 w Krakowie, zm. 14 listopada 1998 w Melbourne) – polska aktorka żydowskiego pochodzenia, która zasłynęła głównie z ról w przedwojennych żydowskich filmach i sztukach teatralnych w języku jidysz.

## Filmografia
- 1936: Za grzechy